# Santa Cruz das Flores
Santa Cruz das Flores est une localité de l'île de Flores, dans l'archipel des Açores. La population est de 2 289 habitants.

## Géographie
- Location:
  - Latitude: 39.45 (39°27') N
  - Longitude: 31.11667 (31°7') O
- Altitude: 10 m (36 ft)

Santa Cruz das Flores a une école, un lycée, un gymnase, une banque, un petit port et une place (praça).
| Paroisse              | Population | Superficie         | Densité  | Altitude | Location                            |
| --------------------- | ---------- | ------------------ | -------- | -------- | ----------------------------------- |
| Caveira               | 77         | 3,29 km2/329 ha    | 23,7/km² | -        | -                                   |
| Cedros                | 128        | 10,55 km2/1 055 ha | 14,4/km² | -        | -                                   |
| Ponta Delgada         | 359        | 18,72 km2/1,872 ha | 24,2/km² | -        | -                                   |
| Santa Cruz das Flores | 1 725      | 39,55 km2/3 955 ha | 45,8/km² | 0 m      | 39,45 (39°27') N 31,11667 (31°7') W |